# Bisdom San Cristóbal de Las Casas
Het bisdom San Cristóbal de Las Casas (Latijn: Dioecesis Sancti Christophori de las Casas) is een rooms-katholiek bisdom met als zetel San Cristóbal de las Casas, in Mexico. Het bisdom is suffragaan aan het aartsbisdom Tuxtla Gutiérrez. 

## Geschiedenis
Het bisdom werd opgericht op 19 maart 1539, als het bisdom Chiapas, uit delen van het bisdom Antequera, en was suffragaan aan het aartsbisdom Sevilla in Spanje. Op 12 februari 1546 veranderde het van kerkprovincie en werd suffragaan aan het aartsbisdom Mexico. Op 27 oktober 1964 veranderde het van naam naar bisdom San Cristóbal de Las Casas. Op 25 november 2006 veranderde het van kerkprovincie en werd suffragaan aan het aartsbisdom Tuxtla Gutiérrez. 

## Parochies
Het bisdom had in 2020 een oppervlakte van 36.821 km2 en telde 2.456.600 inwoners waarvan 67,1% rooms-katholiek was.

## Bisschoppen
- Juan de Urteaga (30 maart 1539 - 1540)
- Juan de Arteaga y Avendaño (16 juli 1540 - 8 september 1540)
- Bartolomé de las Casas (19 december 1543 - 11 september 1550)
- Tomás Casillas (19 januari 1551 - 29 oktober 1567)
- Pedro Martín Fernández (8 januari 1574 - 1588)
- Andrés de Ubilla (21 mei 1592 - 29 januari 1603)
- Lucas Duran (7 januari 1605 - 1607)
- Juan González de Mendoza (7 mei 1607 - 17 november 1608)
- Juan Tomás de Blanes (12 januari 1609 - 5 februari 1612)
- Juan de Zapata y Sandoval (13 november 1613 - 13 september 1621)
- Bernardino de Salazar y Frías (25 oktober 1621 - 1626)
- Agustín de Ugarte y Sarabia (3 december 1629 - 2 december 1630)
- Marcos Ramírez de Prado y Ovando (31 januari 1633 - 30 mei 1639)
- Cristóbal Pérez Lazarraga y Maneli Viana (3 oktober 1639 - 8 oktober 1640)
- Domingo Ramírez de Arellano (19 november 1640 - 2 december 1652)
- Mauro Diego de Tovar y Valle Maldonado (16 december 1652 - 22 oktober 1666)
- Bernardo Cristóbal de Quirós (1 september 1670  - 16 mei 1672)
- Marcos Bravo de la Serna Manrique (12 maart 1674 - oktober 1680)
- Francisco Núñez de la Vega (8 juni 1682 - 1706)
- Juan Bautista Alvarez de Toledo (24 september 1708 - 17 januari 1714)
- Jacinto Olivera y Pardo (26 februari 1714 - 10 juli 1733)
- José Cubero Ramírez de Arellano (9 juli 1734 - 20 juni 1752)
- José Vidal de Moctezuma y Tobar (28 mei 1753 - 3 oktober 1766)
- Miguel Cilieza y Velasco (27 april 1767 - 7 april 1768)
- Lucas Ramírez Galán (12 juni 1769 - 21 augustus 1769)
- Juan Manuel Garcia de Vargas y Ribera (20 november 1769 - 14 december 1774)
- Antonio Caballero y Góngora (29 mei 1775 - 11 september 1775)
- Francisco Polanco (13 november 1775 - 20 november 1784)
- Jose Martinez Palomino y Lopez de Lorena (19 december 1785 - 8 maart 1788)
- Francisco Gabriel de Olivares y Benito (15 september 1788 - 22 september 1795)
- Fermín José Fuero y Gómez Martinez Arañon (18 december 1795 - 14 juli 1800)
- Ambrosio Llano (23 december 1801 - 14 juli 1815)
- Salvador de Sanmartin y Cuevas (22 juli 1816 - 9 februari 1821)
- Luis García Guillén (28 februari 1831 - 19 augustus 1834)
- José María Luciano Becerra y Jiménez (23 december 1839 - 27 september 1852)
- Carlos María Colina y Rubio (7 april 1854 - 19 maart 1863)
- Carlos Manuel Ladrón de Guevara (19 maart 1863 - 28 augustus 1869)
- Germán de Ascensión Villalvazo y Rodríguez (22 november 1869 - 8 mei 1879)
- Ramón María de San José Moreno y Castañeda (22 september 1879 - 21 september 1882)
- Miguel Mariano Luque y Ayerdi (13 november 1884 - 14 mei 1901)
- Francisco Orozco y Jiménez (30 mei 1902 - 2 december 1912)
- Maximino Ruiz y Flores (8 juli 1913 - 8 maart 1920)
- Gerardo Anaya y Diez de Bonilla (8 maart 1920 - 3 oktober 1941)
- Lucio Torreblanca y Tapia (22 januari 1944 - 25 mei 1959)
- Samuel Ruiz García (14 november 1959 - 13 maart 2000)
  - José Raúl Vera López (coadjutor: 14 augustus 1995 - 30 december 1999)
- Felipe Arizmendi Esquivel (31 maart 2000 - 3 november 2017)
  - Enrique Díaz Díaz (coadjutor: 15 mei 2014 - 11 maart 2017, hulpbisschop sinds 30 april 2003)
- Rodrigo Aguilar Martínez (3 november 2017 - heden)
  - Luis Manuel López Alfaro (hulpbisschop: 6 juni 2020 - heden)

Tuxtla Gutiérrez (aartsbisdom) · San Cristóbal de Las Casas · Tapachula